# 陈德信
陈德信（?—?），中国南北朝北齐宦官。
齐后主宠信任用陆令萱、穆提婆、高阿那肱、韩长鸾等主宰朝政，宦官陈德信、胡人何洪珍等都参预机要的权柄，各自引荐亲戚朋党，高居显赫的官位。当时宦官得宠者皆封王，败坏国政，挥霍金钱。为所豢鹰犬求仪同、郡君封号，以分干禄。577年，北周大军压境，齐后主禅位给太子高恒，黄门侍郎颜之推、中书侍郎薛道衡、侍中陈德信等劝太上皇帝齐后主到黄河以南一带招募士兵，再作策划；如果不成功，就向南投奔陈朝。得到齐后主同意。